# Human (album, Death)
Human (přeloženo do češtiny Člověk) je čtvrté studiové album americké death metalové kapely Death vydané roku 1991 společností Relativity Records. Bylo nahráno ve studiu Morrisound Recording. Album bylo později znovu vydáno i s bonusovými CD (např. v roce 2011).
Na albu se objevují techničtější prvky a Chuck Schuldiner směřoval kapelu Death k progresivnímu stylu. Hudební portál About.com album umístil na svůj seznam 10 esenciálních death metalových alb.

## Seznam skladeb
1. Flattening of Emotions – 4:30
2. Suicide Machine – 4:22
3. Together as One – 4:09
4. Secret Face – 4:36
5. Lack of Comprehension – 3:43
6. See Through Dreams – 4:25
7. Cosmic Sea (instrumental) – 4:28
8. Vacant Planets – 3:49

## Sestava
- Chuck Schuldiner – kytara, vokály
- Paul Masvidal – kytara
- Sean Reinert – bicí
- Steve DiGiorgio – baskytara